# Unione dei comuni Colli Marittimi Pisani
L'Unione dei comuni Colli Marittimi Pisani è un'unione di comuni della Toscana, in provincia di Pisa, formata dai comuni di Castellina Marittima, Montescudaio e Riparbella.
Alla sua fondazione l'unione era costituita anche dai comuni di Casale Marittimo e Guardistallo, che hanno poi recesso dal 1º luglio 2016.